# Gehyra georgpotthasti
Gehyra georgpotthasti — вид геконоподібних ящірок родини геконових (Gekkonidae). Мешкає на островах Меланезії і Полінезії.

## Поширення і екологія
Gehyra georgpotthasti мешкають на островах Вануату та на островах Ліфу і Маре в групі островів Луайоте у Новій Каледонії. Були інтродуковані на острів Факарава у Французькій Полінезії та на острів Норфолк. Вони живуть в тропічних лісах і в кокосових гаях на пляжах. Ведуть деревний, переважно нічний спосіб життя, однак активні і вдень.

## Збереження
МСОП класифікує цей вид як вразливий. Gehyra georgpotthasti загрожує знищення природного середовища.